# Eremocharis zaheri
Eremocharis zaheri är en insektsart som beskrevs av Pfadt 1969. Eremocharis zaheri ingår i släktet Eremocharis och familjen Pamphagidae. Inga underarter finns listade i Catalogue of Life.